# زیردریایی یو-۴۰۸
زیردریایی یو-۴۰۸ (به انگلیسی: German submarine U-408) یک زیردریایی بود که طول آن ۶۷٫۱ متر (۲۲۰ فوت ۲ اینچ) بود. این زیردریایی در سال ۱۹۴۱ ساخته شد.